# Walter Bosch (monnik)
Walter Bosch of gelatiniseerd Walterus de Busscho (ca. 1425-1500) was een benedictijner monnik en kroniekschrijver in de abdij van Affligem. 
Aangenomen wordt dat Bosch afkomstig was uit Mechelen en zijn opleiding onderging in Leuven. In de periode 1449-1472 was hij vermoedelijk de auteur van de eerste versie van de Chronicon ducum Brabantiae, een Latijnse bewerking van de Brabantsche Yeesten. Daarin behandelde hij de geschiedenis van Brabant vanaf de Trojaanse oorsprongsmythe tot 1410. De tweede versie voegde een derde en vierde boek toe over de periode tot 1485. Deze kroniek werd afgerond in ca. 1496-1498. 
Ampe schreef ook De laude Brabantiae (ca. 1460-1462) toe aan Bosch, maar dat werk blijkt tot stand te zijn gekomen binnen de Congregatie van Windesheim. Ook Die alderexcellenste Cronyke van Brabant (1498) wordt niet langer aan Bosch toegeschreven.